# Georg Boock

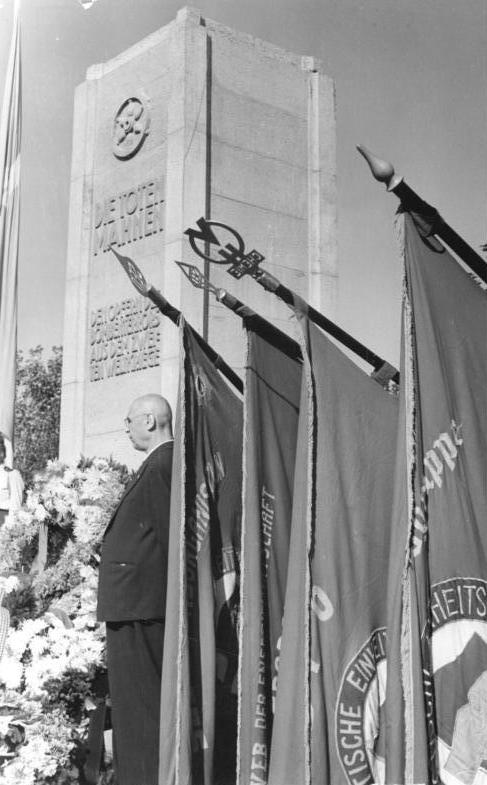
Oberbürgermeister Georg Boock weihte am 31. August 1958 auf dem Erfurter Hauptfriedhof ein Mahnmal für die 1392 Bombenopfer ein

Georg Boock (* 6. September 1891 in Berlin; † 23. Juni 1961 in Erfurt) war ein deutscher Verwaltungsbeamter, Kommunalpolitiker (SPD/USPD/KPD/SED) und Oberbürgermeister von Erfurt.

## Leben
Boock entstammt einer Beamtenfamilie. Sein Vater war Lokomotivführer bei der Deutschen Reichsbahn. Nach dem Besuch der Volksschule in Berlin-Charlottenburg und des Realgymnasiums in Wriezen (Abitur 1909) ließ er sich in Rixdorf (heute Berlin-Neukölln) zum Verwaltungsangestellten ausbilden und arbeitete in der Verwaltung von Berlin-Neukölln. Im Abendstudium erwarb er sich zwischen 1910 und 1913 an der Universität und Handelshochschule in Berlin weitere Kenntnisse in der Volks- und Finanzwirtschaft sowie in der Rechtswissenschaft.
Nach seiner Teilnahme am Heeresdienst im Ersten Weltkrieg und anschließender Kriegsgefangenschaft wurde er 1919 der Leiter des Fürsorgeamtes von Berlin-Neukölln. Sein politisches Engagement begann 1920 mit dem Eintritt in die Unabhängige Sozialdemokratische Partei Deutschlands (USPD), bevor er 1922 zur Sozialdemokratischen Partei Deutschlands (SPD) überwechselte.
Seit 1921 bekleidete er verschiedene kommunalpolitische Funktionen in Thüringen. Er wurde Bürgermeister von Gera-Langenberg und von Meuselwitz und arbeitete für den Thüringer und den Reichsstädtebund.
Von 1927 bis März 1933 war Boock Erster Bürgermeister in der Domstadt Wurzen östlich von Leipzig. Nach seiner Amtsenthebung durch die NS-Machthaber 1933 eröffnete er in Leipzig ein Steuerbüro und bekam in dieser Stadt Kontakt zur Widerstandsgruppe Schumann-Engert-Kresse. Bei der „Aktion Gitter“ im August 1944 wurde er zu drei Jahren Zuchthaushaft verurteilt; die Haftzeit verbrachte er im Zuchthaus Straubing und im Gefängnis Landshut.
Nach der Befreiung vom Nationalsozialismus trat er im Juli 1945 der Kommunistischen Partei Deutschlands (KPD) bei. Er kehrte aus Landshut nach Wurzen zurück, wo er am 10. Juli 1945 das Amt als Oberbürgermeister übernahm. Eine der ersten Ratssitzungen führte Boock am 22. August 1945 in seiner Wurzener Wohnung durch – er lenkte Wurzens Stadtpolitik bis April 1946.
Am 5. Mai 1946 wurde er in Erfurt nach dem Tod des Amtsvorgängers Hermann Jahn in das Amt des Oberbürgermeisters eingeführt; im Juli 1946 folgte die offizielle Bestätigung seitens der Sowjetischen Militäradministration in Deutschland (SMAD). Nach den Kommunalwahlen im September wählten die Stadtverordneten Paul Hach von der LDPD, die stärkste Fraktion geworden war, zum neuen Oberbürgermeister. Dieser wurde dann wegen „Verstoßes gegen Befehl 50 der SMAD“ und „Sabotage der Kohleversorgung“ verhaftet und ins Landesgefängnis Ichtershausen eingeliefert. Er kam erst wieder frei, nachdem die Abgeordneten der LDPD das Vorschlagsrecht für den Oberbürgermeisterposten an die SED abgetreten hatten. So wurde Boock in diese Position gewählt.
In Boocks Amtszeit von 1946 bis 1961 fiel die Einführung des „Demokratischen Zentralismus“ mit Gleichschaltung der anderen Parteien zu Blockparteien, entschädigungslose Enteignungen und andere systembedingte Umwälzungen. Auch in Erfurt wurde am 17. Juni 1953 gestreikt und es kam zu anderen Protestkundgebungen. Die Sowjetische Armee verhängte den Ausnahmezustand. 1961 lebten in Westdeutschland und Westberlin über 20.000 Erfurter, die ihre Stadt aus politischen und wirtschaftlichen Gründen seit 1945 verlassen hatten.
In der Amtszeit von Boock erfolgten einige Neuerungen wie die Gründung der AWG-Wohnungsbau, des Pädagogischen Instituts 1953, der Medizinischen Akademie 1954, des Zooparks und 1961 der Internationalen Gartenbauausstellung (IGA) der sozialistischen Länder. Boock unterstützte auch Curt Böhme in seinen Bemühungen um mehr Selbstverwaltungskompetenzen der örtlichen Verwaltungen. In den 1950er Jahren beteiligte er sich an der Erarbeitung eines Gesetzes über die Aufgaben und Arbeitsweisen staatlicher Organe. 
Boock gehörte auch dem Präsidium des Deutschen Städtetages der DDR unter dem Präsidenten Friedrich Ebert an. Das Allied Travel Office verweigerte Boock und auch dem Oberbürgermeister von Weimar, Luitpold Steidle, vor der völkerrechtliche Anerkennung der DDR die Ausstellung befristeter Reisedokumente für eine Reise der beiden Kommunalpolitiker nach Paris zur Teilnahme am Jahreskongress des Nationalen Verbandes der Republikanischen Abgeordneten der Städte und Gemeinden Frankreichs am 28. und 29. Januar 1961. Boock war später auch stellvertretender Vorsitzender des Präsidiums des Deutschen Städtetags.

## Privates
Georg Boock heiratete 1919 Rose Sorge – das Ehepaar hatte drei Töchter. Tochter Hilderose Boock ist am 10. November 1945 in Wurzen als Schauspielerin am Neuen Theater Wurzen im Kulturhaus Schweizergarten aufgetreten. Nach Boocks Tochter Hildegard wurde die Kohle-Grube bei Kleinzschepa benannt (in der Grube „Hildegard“ wurden vom 1. Oktober 1947 bis 11. Juni 1949 5520 Tonnen Braunkohle abgebaut).

## Darstellung Boocks in der bildenden Kunst der DDR
- Otto Knöpfer: Bildnis Oberbürgermeister Boock (1966, Öl, 80 × 100 cm)[10]

## Veröffentlichungen
- Denkschrift über die Schulraumnot in der Stadt Meuselwitz, 1925
- Wohnraumerfassung und Wohnraumverteilung, VEB Dt. Zentralverl. Berlin, 1958, 2., überarb. Aufl. 1959
- Ein neuer Tag bricht an! Vom Aufbau unserer neuen Gesellschaftsordnung in Wurzen. S. 155–165 in: Wurzen 961-1961. Festschrift zur Tausendjahrfeier. Herausgegeben vom Rat der Stadt Wurzen und der Redaktion „Der Rundblick“ Wurzen. Format A 5, 256 Seiten. Wurzen 1961

## Ehrungen
- Boock wurde 1954 mit dem Vaterländischen Verdienstorden in Silber ausgezeichnet.[11]
- Ein Senioren- und Pflegeheim in Erfurt, das nach der Friedlichen Revolution in der DDR der Arbeiter-Samariter-Bund übernommen und ausgebaut hat, trägt bereits seit der DDR-Zeit den Namen „Georg Boock“.
- In Wurzen gibt es als Dank und als Erinnerung an den einstigen Oberbürgermeister den Boockweg.[12]
- Deutsche Friedensmedaille